# Бенева (село)
Бенева́ (укр. Бенева) — село в Золотниковской сельской общине Тернопольского района Тернопольской области Украины.
До 2020 года входило в Теребовлянский район.
Население по переписи 2001 года составляло 374 человека. Занимает площадь 2.158 км². Почтовый индекс — 48111. Телефонный код — 3551.